# 大和侍レッズの選手一覧
大和侍レッズの選手一覧（やまとさむらいレッズのせんしゅいちらん）は、関西独立リーグ (初代)の大和侍レッズに所属していた主な選手の一覧である。

## 選手
- スティーブン・チェンバー
- 田久保賢植
- 田中実（監督兼任）
- 平泉悠（コーチ兼任）
- 飯田祥多
- 美濃一平
- 中山辰司
- 服部大
- 松尾祐介

## 歴代監督
- 田中実（2012年）